# Begonia
Begonia L. è un genere di piante di origine tropicale della famiglia Begoniaceae, che comprende circa 1.900 specie, la quasi totalità di tutte le specie appartenenti alla famiglia. A queste specie botaniche vanno aggiunti quasi altrettanti ibridi e molteplici cultivar orticole.
Sono generalmente piante perenni, spesso coltivate in vaso o in giardino come piante ornamentali per la bellezza dei fiori e delle foglie.
Il nome del genere è dedicato a Michel Bégon, governatore di Saint-Domingue vissuto nel XVII secolo.

## Descrizione
Sono piante monoiche, vale a dire che i fiori sono unisessuali e che i fiori maschili ed i fiori femminili sono sulla stessa pianta.

## Tassonomia
È importante differenziare chiaramente le begonie botaniche dalle begonie orticole. Le prime sono specie o ibridi di origine naturale, raggruppate all'interno di questo grande genere in una sessantina di sezioni.
Le begonie orticole sono piante coltivate sin dalla loro scoperta da parte degli occidentali nel XII secolo. Da allora si sono incrociati tra loro, quasi all'infinito, per ottenere innumerevoli cultivar, pazientemente selezionate per soddisfare al meglio le esigenze di collezionisti e fioristi, dal punto di vista estetico o di resistenza alle aggressioni ambientali o alle malattie.
Poiché la classificazione scientifica delle begonie non è facile, i coltivatori distinguono, per maggiore facilità, sette od otto grandi gruppi di begonie, in base alla loro morfologia: rifiorenti a fioritura continua; tuberose; rizomatose, comprese le begonie rex dal fogliame molto colorato; bambusiformi che hanno un fusto simile al bambù; arbustive; begonie con fusti spessi ed infine striscianti o rampicanti.

## Distribuzione
Le begonie sono principalmente originarie delle regioni tropicali calde e umide dell'America meridionale e centrale, ma sono presenti anche nell'Africa tropicale o nel sud-est asiatico. Alcune specie si sono tuttavia adattate alle zone più fredde o più secche sviluppando organi sotterranei, che sopravvivono alla cattiva stagione immagazzinando riserve mentre il fogliame scompare. Questo è per esempio il caso delle begonie tuberose che resistono a più di 3.000 m nella Cordigliera delle Ande e dell'eccezionale B. grandis che cresce fino a 3.000 m in Himalaya.

## Coltivazione
Tutte le begonie hanno comuni necessità colturali con terriccio umido, soffice e ricco di materia organica, umidità ambientale elevata, esposizione ombrosa e protezione invernale dal freddo. La moltiplicazione avviene per seme, per talea o dove possibile con la divisione di tuberi e rizomi.
Le Begonie rizomatose sono coltivate solitamente per la bellezza del fogliame, per decorare appartamenti, giardini, serre e per la produzione industriale.

Una delle più conosciute e vistose è la Begonia rex, originaria dell'India, con foglie cuoriformi lisce o ruvide coloratissime, con screziature rosse, nere, verdi o argentate, lunghe fino a 30 cm, fiori insignificanti, pianta da serra vuole ambiente caldo-umido, terriccio di castagno misto a sabbia ben concimato, reinvasare ogni tre quattro anni dividendo i rizomi troppo fitti, la moltiplicazione avviene per talea fogliare, incidendo in più punti la foglia lungo le nervature principali, da ogni incisione nascerà una piantina.
Le Begonie tuberose sono piante perenni interessanti per la bellezza e varietà dei fiori. Sono spesso ibridi di forma e portamento diversi. Le foglie sono generalmente grandi cuoriformi di colore verde scuro con sfumature rosse, lobate o dentate. I fiori a volte di notevole grandezza, sono portati da steli lunghi 20–40 cm, possono essere semplici, semidoppi o doppi a petali lisci o increspati e dal colore variabilissimo bianchi, gialli, rossi ecc. Le esigenze colturali prevedono ambiente fresco e umido d'estate con esposizione a mezz'ombra in terreno ricco di humus e privo di calcio, si possono coltivare in vaso o in piena terra, conservando i tuberi all'asciutto in sabbia o torba durante l'inverno. La moltiplicazione si effettua con la divisione dei tuberi in pezzetti (uno per ogni gemma), per talea o con la semina.
Infine le Begonie erbacee a radici fascicolate perenni o annuali, vengono apprezzate per i fiori. Utilizzate per la formazione di aiuole, bordi fioriti decorazione di balconi e finestre. Si adattano a qualunque tipo di terreno fresco e sciolto e a qualsiasi esposizione. Esistono numerose varietà ed ibridi con fiori bianchi, rosa e rossi, fogliame verde lucente, bronzato o rossastro.
Le Begonie perenni di questo gruppo (ad esempio la Begonia cucullata), vengono coltivate come annuali, seminandole in autunno (al riparo sotto vetro) o in primavera, il metodo di moltiplicazione consigliato è per talea nel periodo estivo con svernamento in serra.